# Военная академия Сербии
Военная академия (серб. Војна академија) — государственное учебное заведение высшего военного образования и боевой подготовки, работающее с 1850 года в Белграде, Сербия. Является одним из двух факультетов белградского Университета обороны, входит в структуру Министерства обороны Сербии, занимается подготовкой квалифицированных кадров для Вооружённых сил Сербии.

## История
Когда Княжество Сербия обрело статус автономии, назрела потребность в государственном профессиональном военном образовании, и в 1830-х годах было предпринято несколько попыток его осуществить. Так, ещё в 1833 году князь Милош Обренович послал в Россию тридцать молодых сербов «учиться на офицеров». Четыре года спустя в стране появилась первая военная школа с трёхлетним обучением, хотя просуществовала она не долго. Для усиления обороноспособности государства министр иностранных дел Илия Гарашанин предложил создать артиллерийскую школу, Национальный совет одобрил это предложение, и 18 марта 1850 года князь Александр Карагеоргиевич подписал указ об основании учебного заведения — именно с этой даты будущая академия ведёт отсчёт своей истории. Активное участие в создании учебной программы новообразованной артиллерийской школы принимал выдающийся военный теоретик Франтишек Александр Зах, он же стал первым руководителем школы.
После ожесточённой Сербско-турецкой войны 1876—1877 годов Княжество Сербии расширило свои границы и получило независимость — это, в свою очередь, привело к необходимости совершенствования военного образования. Тогдашний военный министр, возглавлявший генеральный штаб подполковник Йован Мишкович выступил с инициативой реорганизации артиллерийской школы в полноценную Военную академию. В таком виде учебное заведение работало вплоть до Балканских войн 1912 года, обучение прекращалось на время Первой мировой войны и позже был перерыв во время Второй мировой войны.
В последующие годы академия прошла через ряд реструктуризаций и переименовний, её интегрировали в общую образовательную систему Социалистической Федеративной Республики Югославия и поставили на службу Югославской народной армии — в таком статусе она просуществовала в 1951—1992 годах. В результате гражданской войны и распада Югославии академия приобрела свой нынешний статус, став подразделением Белградского университета обороны.

## Обучение
Военная академия занимается подготовкой квалифицированных офицеров для дальнейшего прохождения службы в рядах Вооружённых сил Сербии — обучающиеся получают необходимый уровень знаний и навыков для командования всеми родами войск. Учебная программа бакалавриата включает как обязательные дисциплины, так и дополнительные факультативные курсы, доступные для курсантов по желанию. Первые два года обучения одинаковы для всех курсантов, но затем каждый обучающийся должен выбрать одно из шести возможных направлений: руководство обороной, электронная инженерия, механическая инженерия, химическая инженерия, военная авиация или оборонительная логистика. Каждое из направлений имеет по нескольку элективных специализированных курсов.

## Знаки различия
| Подофицеры | Старшина первого классаСтарији водник прве класе | СтаршинаСтарији водник | Старший сержантВодник |
| Солдаты    | СержантМлађи водник                              | Младший сержантДесетар | Ефрейтор Разводник    |

## Награды
- Орден Белого орла I степени с мечами (2020)[3].